# Almaz Capital
Almaz Capital — международный венчурный фонд, инвестирующий в высокотехнологичные компании на ранней стадии развития в быстрорастущих секторах. Команда Almaz Capital работает в Кремниевой долине и Европе, помогая выводить компании из развивающихся регионов на глобальный рынок. Almaz Capital специализируется на инновационных компаниях, которые разрабатывают программное обеспечение в сегменте B2B, включая искусственный интеллект, машинное обучение, блокчейн, интернет вещей, edge computing, кибербезопасность и другие технологии.
Среди инвесторов фонда Европейский инвестиционный фонд (ЕИФ), Cisco, Европейский банк реконструкции и развития (ЕБРР) и Международная финансовая корпорация (МФК), член группы Всемирного банка.
Фонд Almaz Capital был сформирован в 2008 году. Головной офис находится в Кремниевой долине, также имеется офис в Берлине. Управляющий партнёр — Александр Галицкий.

## История
В 2004 году Галицкий выступил в роли президента международного мероприятия «Техтур» (англ. Tech Tour) в России, в рамках которого перспективные региональные стартапы были представлены пулу международных инвесторов. Тогда же представители Cisco предложили Галицкому создать венчурный фонд с их капиталом для инвестиций в российские проекты. Для американской корпорации это было частью стратегии выхода на новые рынки: растущая венчурная экономика и увеличение числа высокотехнологичных компаний в конечном счёте способствовало спросу на технологии Cisco. В основу фонда легла bridge-модель, ранее успешно реализованная Галицким-предпринимателем в его технологических компаниях.
Almaz Capital был создан в 2008 году Галицким совместно с его партнерами Чарльзом Райаном (в то время основатель и глава UFG, а также глава Deutsche Bank в России), Питером Лукьяновым (американец российского происхождения, работавший в венчурном фонде Alloy) и Павлом Богдановым (партнёр из фонда Russian Technologies). Советником Almaz Capital пригласили Джеффри Баера, с которым Галицкий был знаком с начала 1990-х. В 2011 году партнёры решили учредить ещё один фонд — Almaz II — без участия Лукьянова. Лукьянов, посчитав это нарушением своих прав на торговую марку Almaz, подал иск в окружной суд Калифорнии с требованием компенсации в $30 млн.. Из-за разногласий с Галицким Лукьянов покинул компанию в 2011 году, а Джеффри Баер, в прошлом генеральный и венчурный партнёр U.S. Venture Partners,  вошёл в число партнёров. Из-за этих событий Фонд Almaz Capital II был создан только в 2013 году, а не в 2011, как планировалось ранее.
Галицкий, как управляющий партнёр Almaz Capital, является членом International Venture Club (IVC).

## Фонды
Якорным инвестором Almaz Capital I выступила Cisco с 30 миллионами долларов, ещё 20 миллионов внесли партнёры UFG, а на следующий год 20 миллионов вложил Европейский банк реконструкции и развития. Общий объём первого фонда составил 72 миллиона долларов.
Almaz Capital II объёмом 174 миллиона долларов был собран в июле 2013 года. Cisco осталась основным инвестором с 60 миллионами долларов, главные партнёры Almaz Capital увеличили личные вложения до 7 % объёма фонда, остальные средства внесли United Financial Group, Европейский банк реконструкции и развития и Международная финансовая корпорация. В интервью газете «Ведомости» Галицкий отмечал, что во втором фонде также были деньги семейных офисов.
В 2021 году был сформирован фонд Almaz Capital III общим объёмом 191 миллион долларов. Инвестором фонда стал Европейский банк реконструкции и развития. Также в число институциональных инвесторов вошёл European Investment Fund.

## Инвестиции
Деятельность первого фонда была сосредоточена на поиске интересных проектов на территории СНГ, которые могли быть востребованы на глобальном рынке. Второй фонд расширил географию своей деятельности, охватив также и остальные страны Восточной Европы.
В 2017 году Галицкий рассказывал, что при формировании инвестиционного портфеля Almaz Capital ориентируется на компании с корнями в Восточной Европе и перспективными технологиями для мировых рынков, а также западные стартапы, использующие инженерные ресурсы из Восточной Европы. В этом раскрывается бриджевая (от англ. bridge — мост) модель фонда.
С момента основания фонда Almaz Capital проинвестировал более чем 50 компаний и вложил больше 300 млн долларов США. Соинвесторами AlmazCapital в разных проектах выступили Founders Fund, General Catalyst, GGV Capital, Foundry Group, Tiger Global Management, Khosla Ventures, Andreessen Horowitz, Bessemer Venture Partners.
Ключевые инвестиции фонда Almaz Capital:
- Acronis (решения для резервного копирования и аварийного восстановления данных, защищённого обмена файлами и контролируемого доступа к данным) — Almaz Capital получил долю в компании в результате сделки по приобретению в 2014 году компанией Acronis портфельной компании фонда nScaled[19];
- CarPrice (онлайн-аукцион подержанных автомобилей) — Almaz Capital выступил лидером первого раунда инвестиций в 2014 году, в дальнейшем компания привлекла инвестиции от других фондов, включая Baring Vostok[20][21];
- GoodData[англ.] (чешская платформа бизнес-аналитики) — совместная инвестиция с Andreessen Horowitz, Intel Capital[англ.] и Tenaya Capital[англ.] в 2014 году[22];
- GridGain (обработка больших массивов данных в оперативной памяти) — совместные инвестиции со Сбербанком, MoneyTime Ventures и RTP Ventures[23];
- Hover (платформа для создания интерактивной трёхмерной модели дома по фотографиям, точного моделирования обновления экстерьера и оценки страховых убытков) — Almaz Capital проинвестировал в компанию в 2012, со-инвесторами в последующих раундах стали Alsop Louie Partners, Google Ventures и The Home Depot[24][25];
- Octonion (IoT платформа для вертикально интегрированных решений с функционалом искусственного интеллекта, в том числе экосистемой приложений на основе распознавания движения под брендом PIQ) — совместные инвестиции с Ginko Ventures в 2016 году[26];
- Parallels (межплатформенные решения для виртуализации и удалённого доступа) — Almaz Capital проинвестировал в 2009 году, также инвесторами компании являются Insight Venture Partners[англ.], Bessemer Venture Partners, Intel Capital[англ.] и Cisco[27][28];
- Petcube[англ.] (онлайн-камеры и другие устройства для домашних животных) — совместные инвестиции с Y Combinator, Cabra.vc и AVentures в 2015 году[29];
- Яндекс (поисковая система) — инвестиции от Almaz Capital в 2009 году, выход на IPO в 2011-м (на тот момент самое крупное IPO в мире после Google с 2004 года)[30];

### Выходы
По состоянию на май 2022 года Almaz Capital сделал 18 «выходов» из акционерного капитала компаний. Среди самых известных выходов фонда Yandex (IPO NASDAQ), QIK (продана Skype), Sensity Systems (продана Verizon Communications), Acumatica (продана EQT) и Xometry (IPO NASDAQ).
- Яндекс — в ходе IPO компании и в последующие годы фонд продал акции, приобретённые в 2009 году[4]. Одна из продаж прошла в ноябре 2012 года, когда фонд продал 0,06% компании за 4,55 миллиона долларов в рамках сделки, организованной Morgan Stanley[36].
- Qik — в январе — феврале 2011 года (спустя год после инвестиций) видео-мессенджер Qik был приобретён компанией Skype[37]. Фонд не раскрывал свою долю, но, по информации СМИ, заработал около 150 миллионов долларов на продаже 20% компании[38][39].
- Vyatta — в ноябре 2012 года фонд продал приобретённую годом ранее долю в разработчике решений для сетевой безопасности Vyatta телекоммуникационной компании Brocade Communications Systems[40]. Стороны не раскрывали параметров сделки, но СМИ упоминали, что фонд выручил в 3-5 раз больше, чем проинвестировал[41][42].
- nScaled (резервное копирование данных) — в сентябре 2014 года разработчик облачных сервисов Acronis купил компанию, в которой двумя годами ранее фонд приобрёл долю[19].
- Odin (подразделение Parallels) — IT-дистрибьютор Ingram Micro[англ.] в декабре 2015 года приобрёл платформу для управления облачной инфраструктурой Odin, выделенную в отдельную бизнес-единицу из портфельной для фонда компании Parallels[43][44].
- AppScotch (мобильное рекламное приложение) — разработчик решений для аналитики и исследования рынка приложений App Annie в ноябре 2016 года купил платформу для мобильной аналитики и монетизации AppScotch[45].
- Sensity Systems (комплексная платформа управления для LED-освещения)  — телекоммуникационной гигант Verizon Communications в сентябре 2016 года купил Sensity Systems — калифорнийский стартап с командой разработчиков в Венгрии, производящий решения для умного города. К моменту сделки фонд консолидировал одну из самых больших долей в компании. Выход из Sensity Systems был самым крупным за всю историю инвестиций Almaz Capital и составил несколько сотен миллионов долларов США[13][46][47].
- Plesk (подразделение Parallels) — фонд прямых инвестиций Oakley Capital в мае 2017 года приобрёл компанию Plesk, ранее выделенную в отдельную бизнес-единицу из структуры Parallels — портфельной компании Almaz Capital[48][49].
- Fasten (райдшеринговая платформа[англ.]) — куплен Vezet Group в мае 2017 года[50].
- Parallels (разработка программного обеспечения для виртуализации операционных систем macOS и iOS) — канадский производитель ПО Corel в ноябре 2018 года полностью выкупил компанию у прежних акционеров[51].

## Компания

### Партнёры
- Александр «Саша» Галицкий — основатель и управляющий партнёр. В прошлом — выпускник МИЭТа, изобретатель, учёный-оборонщик, пионер технологий Wi-Fi и VPN, основатель и руководитель ряда международных технологических компаний, серийный венчурный инвестор[52].
- Чарльз Эммит «Чарли» Райан — сооснователь и генеральный партнёр. Почётный выпускник Гарвард-колледжа, основатель UFG и президент UFG Asset Management, старший советник Deutsche Bank, в прошлом — главный исполнительные директор его российского подразделения[53].
- Джеффри «Джеф» Баер — генеральный партнёр. Бакалавр биохимии и естественных наук Фордемского университета, в прошлом — топ-менеджер ряда технологических компаний CNO[англ.] в Sun Microsystems, генеральный партнёр и венчурный партнёр U.S. Venture Partners[англ.][54].
- Павел «Паша» Богданов — сооснователь и генеральный партнёр. Обладатель степени бакалавра МФТИ, доктор философии Стэнфордского университета и магистр делового администрирования с дипломом бизнес-школы INSEAD, в прошлом — инвестиционный директор телеком-компании «Система телеком», топ-менеджер в KLA-Tencor[англ.], партнёр в фонде «Русские технологии»[55].
- Анируддха Назаре — генеральный партнёр в Берлине. Обладает более чем 25-летним опытом инвестиций и эксплуатации в области корпоративного программного обеспечения, телекоммуникаций, полупроводников и медицинских устройств. В течение последних 15 лет работал в качестве инвестора на ранней стадии сначала в KPCB[англ.], а затем в Wellington Partners[англ.]. Имеет степень доктора биомеханики Ганноверского университета и степень магистра делового администрирования Гарвардской школы бизнеса [56].

### Советники
Советниками фонда Almaz Capital являются автор языка Java Джеймс Гослинг, автор протокола Диффи — Хеллмана Уитфилд Диффи, Дуейн Норткат (англ. Duane Northcutt) и астронавт Эд Лу.